# Personal Jesus (album Niny Hagen)
Personal Jesus – czternasty album punk rockowej piosenkarki Niny Hagen, muzycznie łączący muzykę gospel z rockiem. W Niemczech wydany 16 czerwca 2010, w Stanach Zjednoczonych miał premierę 27 czerwca 2010.

## Lista utworów
1. "God's Radar" – 3:58
2. "I'll Live Again" – 2:48
3. "Personal Jesus" – 4:01
4. "It's Nobody's Fault but Mine  – 4:01
5. "Down At The Cross" – 3:13
6. "Just A Little Talk With Jesus" – 3:49
7. "Mean Old World" – 3:03
8. "Help Me" – 2:35
9. "Take Jesus With You" – 3:12
10. "On The Battlefield" – 3:41
11. "Run On" – 2:27
12. "All You Fascists Bound To Lose" – 1:40
13. "Sometimes I Ring Up Heaven" – 4:12